# Jardim Botânico Nacional Grandvaux Barbosa

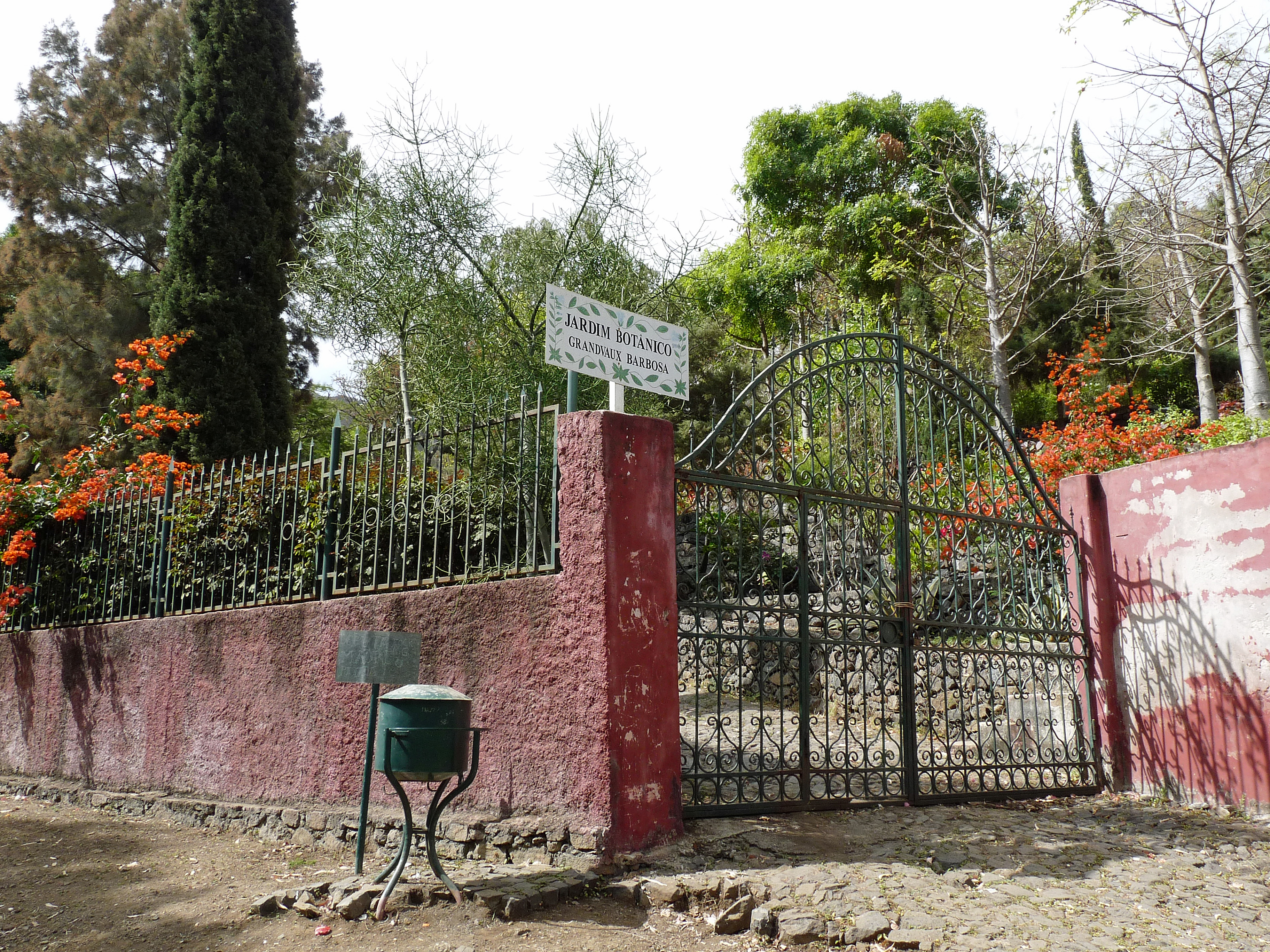
Entrada para o Jardim Botânico

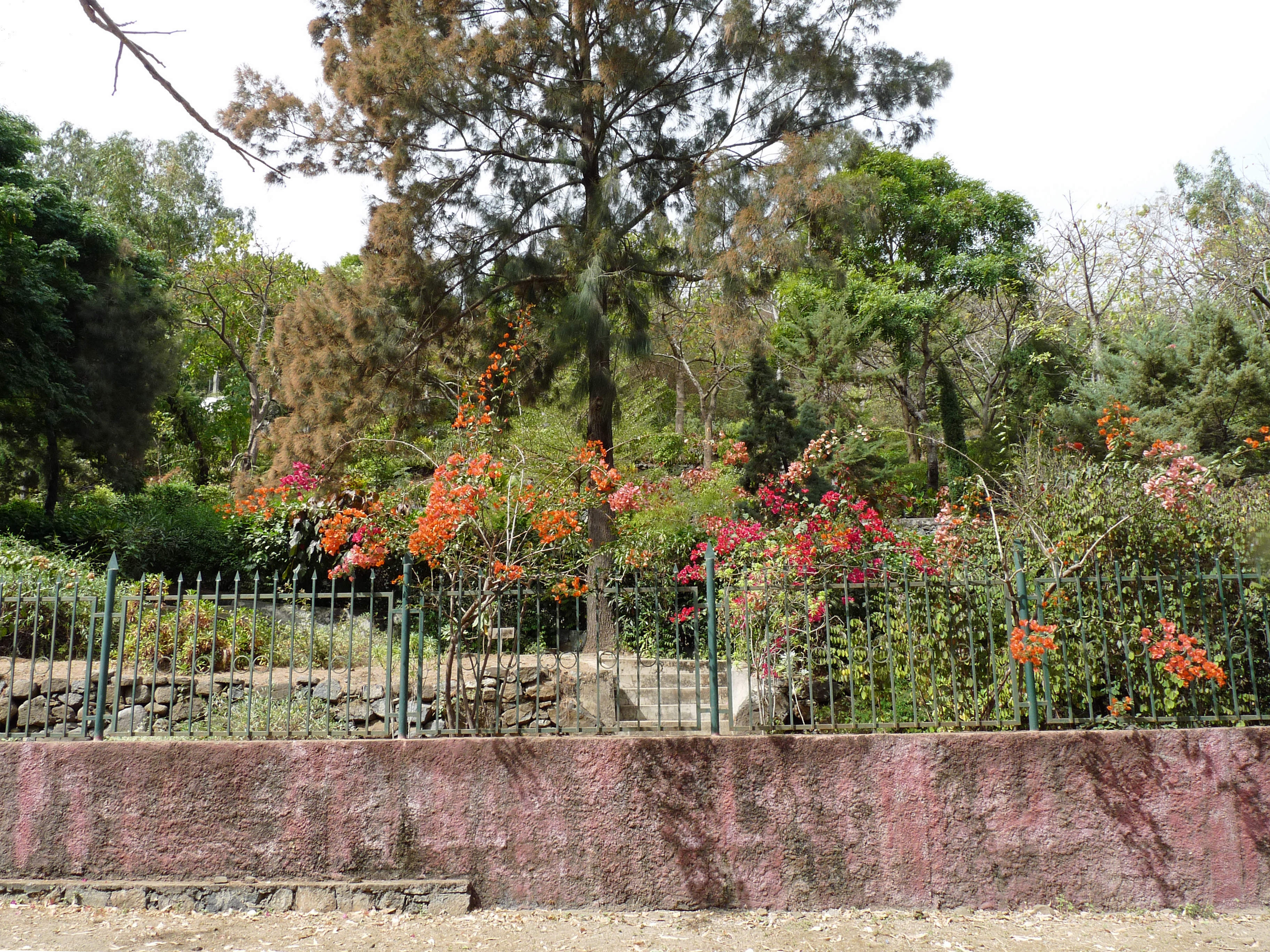
Gradeamento do Jardim Botânico

O Jardim Botânico Nacional Grandvaux Barbosa é o único jardim botânico em Cabo Verde. O jardim está localizado em São Jorge dos Órgãos, no meio da ilha de Santiago. A sua colecção centra-se nas plantas endémicas e autóctones de Cabo Verde.
O jardim foi criado em 1986 e recebeu o nome do botânico franco-português Luís Augusto Grandvaux Barbosa (1914-1983). Está localizado a 400 m de altitude acima do nível do mar e cobre 20 000 m2. Integra a Escola Superior de Ciências Agrárias e Ambientais (antigo "INIDA", Instituto Nacional de Estudos e Desenvolvimento Agrário), parte da Universidade de Cabo Verde.
A colecção de plantas endémicas e nativas cultivada no jardim inclui Phoenix atlantica, Euphorbia tuckeyana, Echium hypertropicum, Echium stenosiphon, Artemisia gorgonum, Micromeria forbesii, Aeonium gorgoneum e Campanula jacobaea.